# Viktoria-Luise-Platz
De Viktoria-Luise-Platz is een plein in het Berlijnse stadsdeel Schöneberg. Het heeft de vorm van een uitgerekte zeshoek en is vernoemd naar prinses Victoria Louise van Pruisen, de enige dochter van de laatste Duitse keizer Wilhelm II. Het plein is 160 m lang en 90 m breed en heeft een oppervlakte van ongeveer 7.000 m². De Welserstraße, de Winterfeldtstraße, de Münchener Straße, de Regensburger Straße en de Motzstraße komen uit op het plein.
Onder het plein ligt het metrostation Viktoria-Luise-Platz.